# Juan Manuel Peña Prado
Juan Manuel Jorge Claudio Peña Prado (Lima, 7 de julio de 1901- 8 de agosto de 1985) fue un abogado, político y empresario peruano. Diputado de la República (1939-1945, 1945-1948 y 1950-1956), presidente de su cámara en dos legislaturas (1950-1951) y senador de la República (1956-1962).

## Biografía
Hijo de Juan Manuel Peña y Costas y María Prado y Ugarteche. Su padre era nieto de Manuel Costas Arce, quien fue Presidente interino del Perú durante el gobierno de Manuel Pardo. Su madre era hija de Mariano Ignacio Prado, presidente durante la Guerra del Pacífico, fundador del llamado Imperio Prado, al que pertenecía el Banco Popular del Perú. En 1917, a la muerte de su padre, la fortuna familiar pasó a ser administrada por su tío Mariano Prado Ugarteche. Su hermano, Max Peña Prado, fue presidente de la Corporación Peruana del Santa, a cargo de la industria siderúrgica en Chimbote, que fuera impulsada durante el Primer gobierno de Manuel Prado Ugarteche (otro de sus tíos).
Estudió en el Colegio de la Inmaculada e hizo una licenciatura en Derecho en la Universidad de San Marcos en 1922, siendo catedrático de Historia del Arte en dicha universidad. 
Se casó en 1928 con María Rosa Roca Muelle con quien tuvo tres hijos: Rosa María, María Rosa y Juan Manuel Peña Roca, quien es empresario de aseguradoras.
Estaba vinculado con el sector empresarial a través de la Sociedad Aurífera San Antonio de Poto, que explotaba yacimientos de oro, y de la Marcona Mining Company, que explotaba yacimientos de hierro en el departamento de Ica, que era, en parte, propiedad de los Prado. 
Fue también gerente de la Compañía de Seguros La Popular, por intermedio de la cual, para 1946, era dueño de más del 10% de las acciones del Banco Popular. En 1949 su aseguradora pasó a denominarse Popular y Porvenir.
En 1939, con la elección de su tío Manuel Prado Ugarteche como Presidente del Perú, fue elegido diputado de la República por la provincia de Sandia. En 1945, resultó reelecto como parlamentario, pero su periodo (de seis años) se frustró en 1948, debido al golpe de Estado del general Manuel A. Odría. En 1950 fue nuevamente elegido diputado por Puno y se le encomendó la Vicepresidencia de su cámara. Llegó a ser Presidente de la Cámara de Diputados en dos ocasiones (1952-1954), siendo sucedido por Eduardo Miranda Sousa. 
En las elecciones generales de 1956 fue elegido Senador también por el departamento de Puno para el periodo 1956-1962. Formó parte de la comisión organizadora de la Primera Conferencia Interparlamentaria Americana que se realizó en Lima en 1959, durante el Segundo Gobierno de Manuel Prado Ugarteche.
Fue miembro fundador, junto a sus hermanos Max y José, del Yacht Club de Ancón, en 1938.

## Obras
- Lima, precolombina y virreinal (1938)
- Límites entre Perú y Ecuador (1951)